# Fortitud

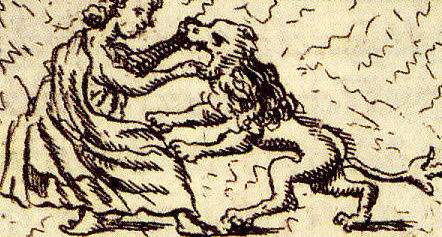
Ilustració de 1747 que reprodueix el relleu de la virtut cardinal de la Fortitud a la tomba del papa Clement II a la Catedral de Bamberg (Alemanya)

La fortitud, fortalesa, força d'ànima o esma és una virtut que assegura la fermesa en les dificultats i la constància en la cerca del bé, arribant, fins i tot, a la capacitat d'acceptar l'eventual sacrifici de la pròpia vida por una causa justa.
Per Plató les virtuts eren específiques per a cada una de les classes que integren l'estat: Els governants regits per la saviesa, prudència o seny (solfa); els guardians per la fortitud (andreía) i el productors per la temprança (frónesis). La justícia (dikaiosine), com a virtut màxima o perfecció, s'aconsegueix quan cadascun d'aquests segments socials es guia per la virtut que li és pròpia. Aquest esquema també és aplicable a nivell personal.
Cadascuna de les potències de l'ànima s'ha de regir per la seva virtut: la potència racional és la saviesa, la potència irascible és la fortitud i la virtut de la potència concupiscible és la temprança. La tradició cristiana va incorporar la doctrina platònica nomenant aquests conceptes com les virtuts cardinals complementant les tres virtuts teologals.
Aristòtil coincidia amb la classificació de Plató, si bé considerava que l'excés d'aplicació de les virtuts era tant perjudicial com la seva falta. Aristòtil anomena andreia la virtut que representa el terme mitjà entre el temor i la temeritat en la persecució dels béns difícils i per aguantar el dolor i les dificultats.
En la doctrina cristiana, la fortitud és la virtut cardinal que consisteix en assegurar davant les dificultats la fermesa i constància en la cerca del bé. El concepte bíblic de fortalesa subratlla que la fidelitat a Déu reclama sovint valentia, acceptació dels perills i dolor, perseverança i paciència; i es troba en la predicació, les bones obres, la paciència, la grandesa d'ànim, la perseverança i el martiri. En concret, la fortalesa s'identifica amb l'actitud de Jesús en la crucifixió. La covardia, impassibilitat i temeritat són els tres vicis que s'oposen a aquesta virtut.